# 丸山タケシ
丸山 タケシ（まるやま たけし、1974年 - ）は、日本の随筆家、コラムニスト。

## 来歴
埼玉県生まれ。聖学院大学人文学部卒業。出版社勤務を経てフリーのコラムニストに転身。『TV構造改革』（朝日新聞夕刊）、『TV無法地帯』（週刊新潮）など。テレビに関するコラムを連載した。

## 著書
- 『丸山タケシのテレビメッタ斬り』（ソフトバンクパブリッシング、2005年） ISBN 4797331259